# Adalgiso Ferrucci
Adalgiso Ferrucci (Pico, 10 maggio 1891 – Campagna italiana di Grecia, 7 novembre 1940) è stato un militare italiano, decorato di medaglia d'oro al valor militare alla memoria nel corso della seconda guerra mondiale.

## Biografia
Nacque a Pico, provincia di Frosinone, il 10 maggio 1891, figlio di Emilio  e Laura Clorinda Capparelli.
Arruolato nel Regio Esercito nel gennaio 1912, in forza all'83º Reggimento fanteria, fu inviato in Libia dove fu promosso sottotenente di complemento dopo un corso frequentato presso il IX Corpo d'armata. Assegnato al 16º Reggimento fanteria, ritornò in Patria nel 1914, e col reggimento mobilitato il 24 maggio 1915 entrò in guerra contro l'Impero austro-ungarico. Nel corso del 1915 fu decorato con una medaglia d'argento al valor militare, entrando in servizio permanente effettivo nell'agosto dello stesso anno. Nel febbraio 1917 fu promosso capitano assumendo il comando della 916ª Compagnia mitraglieri Fiat. Nel 1923 fece parte del Corpo di occupazione dell'isola di Corfù. Divenuto maggiore nell'ottobre 1930, sette anni dopo fu promosso tenente colonnello e nel marzo 1939 partiva volontario per combattere nella guerra di Spagna. Rientrò in Italia alla fine dell'anno, prestando servizio dapprima presso il Comando del Corpo d'armata corazzato e dal 3 marzo 1940 al 47º Reggimento fanteria della 23ª Divisione fanteria "Ferrara" allora dislocato in Albania. Dopo l'inizio della campagna italiana di Grecia cadde in combattimento il 7 novembre 1940, e fu successivamente insignito della medaglia d'oro al valor militare alla memoria. Lasciava la moglie Bianca Abbruzzini e due figlie Marina e Anna Maria. Una via di Formia porta il suo nome.

### Annotazioni
1. ↑  Suo padre si stabilì successivamente a Formia in qualità di dirigente delle Ferrovie dello Stato impegnato nella linea ferroviaria direttissima Roma–Napoli allora in costruzione, e proprietario di una fabbrica di laterizi in cemento ad Acquatraversa in cui lavoravano circa venti operai, quasi tutti di Maranola.

### Fonti
1. ↑  Gruppo Medaglie d'Oro al Valore Militare 1965, p. 448.
2. 1 2 3 4 5 6 7 8  Combattenti Liberazione.
3. 1 2 3  Formia e la sua storia.
4. ↑  Quirinale - scheda - visto 23 gennaio 2023.
5. ↑  Registrato alla Corte dei conti il 9 settembre 1941, guerra, registro 29, foglio 121.
6. ↑  Gazzetta Ufficiale del Regno d'Italia n.240 del 16 ottobre 1931, pag.5053.